# The Frozen Warning
The Frozen Warning (o Charlotte) è un film muto del 1917 diretto da Oscar Eagle. Protagonista femminile fu la pattinatrice tedesca Charlotte Hayward conosciuta anche con il solo nome di battesimo; la pubblicità del film recitava: "Charlotte, la più grande pattinatrice del mondo in The Frozen Warning".
Fu l'ultima regia cinematografica di Eagle, che chiuse con questa pellicola una carriera iniziata nel 1912. Da quel momento, si dedicò poi interamente al teatro.

## Trama
Il dottor Vane è un inventore che sta perfezionando un sistema di siluri anti-sottomarini. Charlotte, un giorno, si imbatte nel laboratorio segreto di Vane, che viene spiato da agenti segreti tedeschi. I due si innamorano, ma le spie tramano nell'ombra... Durante una manifestazione per la Croce Rossa, Charlotte - che si sta esibendo sui pattini - si accorge degli spioni e, volendo mettere sull'avviso Vane, incide un messaggio sul ghiaccio. Ma senza risultato. Dopo varie disavventure, le spie cadranno nelle mani dei servizi segreti e Charlotte tra le braccia di Robert.

## Produzione
Il film venne girato a Chicago (Illinois). Fu l'unica produzione della Commonwealth Pictures Corporation, una piccola compagnia attiva dai primi anni venti fino a metà anni sessanta come casa di distribuzione.

## Distribuzione
Il film uscì nelle sale cinematografiche statunitensi il 22 dicembre 1917. La recensione porta come titolo Charlotte
.
Il copyright del film, richiesto da H. A. Spanuth, fu registrato il 28 gennaio 1918 con il numero LU12011.
Non si conoscono copie ancora esistenti della pellicola che viene considerata presumibilmente perduta.